# Шульгин, Александр Яковлевич
Александр Яковлевич Шульгин (укр. Олександр Якович Шульгин; 1889, село Софино Хорольского уезда Полтавской губернии — 1960, Париж) — украинский политический деятель, историк и социолог.

## Биография

### Образование и начало общественной деятельности
В 1908 году окончил Первую Киевскую гимназию с серебряной медалью и поступил на естественное отделение физико-математического факультета Санкт-Петербургского университета. В 1910 году перешёл на историко-филологический факультет, который окончил в 1915 году. Был оставлен при университете для приготовления к профессорскому званию, одновременно преподавал в педагогических училищах и гимназиях Петрограда. Активно участвовал в деятельности украинского землячества, был инициатором создания Союза украинских студенческих землячеств в России.

### Государственная и политическая деятельность
Был членом Украинской радикально-демократической партии (с апреля 1917 — Союза украинских автономистов-федералистов, с сентября 1917 — Украинской партии социалистов-федералистов). Член ЦК Украинской партии социалистов-федералистов. В 1917 был делегирован Украинской национальной радой в Петроградский совет рабочих и солдатских депутатов. Вернувшись в Киев, стал членом Украинской центральной рады, с июля 1917 — член Малой рады. В июле 1917 — январе 1918 — генеральный секретарь межнациональных дел. Организатор Съезда народов России в Киеве (сентябрь 1917), один из авторов Статута Высшего управления Украиной. Во время визита Керенского в Киев в 1917 году произнесшего "Если Россия изжила себя то её распад должен начаться отсюда (из Киева)" Шульгин пророчески ответил "Помните, Александр Федорович, спасение России в ее децентрализации, и если она не будет вовремя децентрализована то она погибнет"  .
Стал первым главой внешнеполитического ведомства независимой Украины. В январе-феврале 1918 г. входил в состав украинской делегации на переговорах в Брест-Литовске. За время его руководства внешней политикой УНР была признана де-юре Центральными державами и де-факто — странами Антанты.
В период правления гетмана Павла Скоропадского работал в министерстве иностранных дел Украины, был посланником Украины в Болгарии, руководителем политической комиссии украинской делегации на мирных переговорах с Советской Россией. В 1919 году входил в состав украинской делегации на Парижской мирной конференции, представлявшей УНР и Западно-Украинскую народную республику. В 1920 году — глава украинской делегации на первой ассамблее Лиги Наций в Женеве. С 1921 — руководитель миссии УНР в Париже. Был одним из инициаторов воссоздания Радикально-демократической партии, руководил её комитетом в Праге. В 1926—1936, 1939—1940, 1945—1946 — министр иностранных дел, в 1939—1940 — глава правительства УНР в эмиграции. В 1929—1939 гг. — руководитель Главной украинской эмигрантской рады. Выступал с резкой критикой политики советской власти на Украине, осуждал Голодомор. После оккупации Франции нацистскими войсками был арестован (1940—1941).

### Научная и общественная деятельность
В 1923—1927 — профессор Украинского свободного университета и Украинского высшего педагогического института в Праге имени М. Драгоманова, преподавал всеобщую историю и философию истории. В 1927 году, один из создателей Украинской библиотеки имени Симона Петлюры. Основатель и глава Украинского академического общества в Париже (1946—1960). Один из организаторов и вице-президент Международной свободной академии наук в Париже (1952—1960), объединявшей учёных-эмигрантов. С 1952 — заместитель руководителя Научного товарищества имени Шевченко в Европе. В 1948—1952 представлял украинцев в Международной организации беженцев (ІРО). Сотрудничал в организации по защите беженцев и лиц без гражданства при Министерстве иностранных дел Франции (1952—1960).

## Публикации
Автор работ по истории Западной Европы, проблемам генезиса нации, истории украинского национального движения. Среди них:
- Політика. Київ, 1918,
- L’Ukraine, la Russie et les puissances de l’Entente. Berne, 1918,
- Les problèmes de l’Ukraine. Paris, 1919,

Голландская версия:
- De oekrainische Problemen. Den Haag: Oekrainsch Persbureau, 1919.

Английская версия:
- The problems of the Ukraine. London: Ukrainian Press Bureau, 1919.
- Нариси з нової історії Европи. Прага, 1925,
- L’Ukraine et le cauchemar rouge: les massacres en Ukraine. Paris, 1927,
- Уваги до розвитку раннього капіталізму (1930),
- Державність чи Гайдамаччина. Париж: Меч, 1931,
- Без території. Ідеологія та чин Уряду УНР на чужині. Париж: Меч, 1934,
- L’Ukraine contre Moscou, 1917. Paris: Alcan, 1935,
- Les origines de l’esprit national moderne et J.-J. Rousseau. Genève: [A. Jullien], 1938,
- L’histoire et la vie. Les lois, le hasard, la volonte humaine. Paris: Rivière, 1957.

Автор публицистических статей в журналах «Тризуб», Promethee (1926—1938), La Revue de Promethee (1938—1940), «Укр. літ. газеті» (1956—1960) и др.

## Семья
Выходец из казачьего старшинского рода, находящегося в родственных связях с гетманскими родами Полуботков, Скоропадских, Самойловичей, Апостолов.
- Отец — Яков Николаевич, историк и педагог, один из основателей Научного общества имени Шевченко.
- Мать — Любовь Николаевна, происходила из старого казачьего старшинского рода Устимовичей, педагог.

Братья:
- Владимир (1894—1918), окончил гимназию с серебряной медалью, получил образование на естественном отделении физико-математического факультета Киевского университета, погиб в бою с большевиками под Крутами в январе 1918 года.
- Николай, в эмиграции окончил университет, юрист, был советником миссии Украинской народной республики (УНР) в Париже, руководил отделом в редакции ежемесячника Promethee, администратором хора Александра Кошица, в котором пела его жена. Умер в Париже в 1931 на 35-м году жизни.
- Дядя — В. В. Шульгин[4].

## Память
На здании, где в 1917—1918 располагался генеральный секретариат межнациональных дел (Киев, улица Терещенковская) открыта мемориальная доска с портретом Шульгина, где он именуется «первым министром иностранных дел Украинской народной республики».
В 2014 году одна из центральных улиц города Кировограда получила название улицы семьи Шульгиных. Рядом с этой улицей находится дом, где 5 лет жила семья Шульгиных, когда Яков Николаевич работал в Елисаветградском банке.